# William C. Campbell (biochimiste)
Pour les articles homonymes, voir William Campbell et Campbell.
William C. Campbell (né le 28 juin 1930 à Ramelton, comté de Donegal en Irlande) est un biochimiste irlandais connu pour ses travaux concernant une nouvelle thérapie pour lutter contre les infections causées par les nématodes. Il a pratiqué ses recherches avec l'aide du Japonais Satoshi Ōmura. Il est récompensé par le prix Nobel de physiologie ou médecine 2015 pour ces travaux,.